# Clean Up Before She Comes
«Clean Up Before She Comes» es una canción de Nirvana, la banda estadounidense de Grunge. Sobrevive una sola versión conocida: una grabación de 4 pistas de 1987 o 1988, en la que toca Cobain solo. Esta versión aparece en el boxset de 2004 , With the Lights Out, y en la compilación del 2005, Sliver - The Best of the Box.

## Significado y estructura
"Clean Up Before She Comes" es probable que haya sido escrita sobre la novia de Kurt Cobain por ese tiempo, Tracy Marander. La pareja compartía un apartamento fines de los 80's. De acuerdo a la biografía de Cobain Heavier Than Heaven por Charles R. Cross, Marander a menudo le dejaba notas a Cobain preguntándole si la iba a ayudar a limpiar (cosa que él rara vez hacía). La canción más conocida "About a Girl" fue también escrita acerca de Marander. 
En la grabación Cobain toca una guitarra eléctrica, pero sin efectos, de manera que asemeja a una guitarra acústica. El coro tiene 3 voces cantando al mismo tiempo, todas de Cobain grabado en multitrack.

## Otras versiones
"Clean Up Before She Comes" fue abandonada después de 1988. Ha sido muchas veces dicho que una versión fue grabada en 1994 durante una sesión en el sótano de Cobain con el guitarrista de Nirvana Pat Smear y el guitarrista de Hole Eric Erlandson.

## Trivia
Durante los segundos finales de la canción, Cobain puede ser escuchado haciendo ruidos extraños con la pista de clicks.

## Personal
- Kurt Cobain : Compositor, guitarra, voz ,producción y efectos.